# 최성준 (1983년)
최성준(崔星俊, 1983년 9월 8일 ~ )은 대한민국의 배우이다. CF 박카스 첫 출근편으로 데뷔를 하였다.

## 학력
- 대일외국어고등학교2학년 때 자퇴. 동문 아님
- 서울대학교 체육교육학과

## 연기 활동

### 영화
- 2002년 난청지역
- 2003년 편의점 2시
- 2004년 이공
- 2015년 워킹걸

### 드라마
- 2003년 KBS1 대하드라마 《무인시대》 ... 최향 역
- 2004년 MBC 주말연속극 《한강수타령》 ... 윤수영 역
- 2005년 KBS2 일일시트콤 《사랑도 리필이 되나요?》 ... 정재민 역
- 2006년 MBC 미니시리즈 《궁》 ... 강인 역
- 2010년 MBC 미니시리즈 《장난스런 키스》 ... 김계태 역
- 2010년~2011년 SBS 미니시리즈 《괜찮아, 아빠딸》 ... 닥터 홍 역
- 2012년 SBS 주말특별기획 《청담동 앨리스》 ... 문재욱 역
- 2013년 SBS 드라마 스페셜 《너의 목소리가 들려》 ... 최유창 역
- 2013년 tvN 목요드라마 《식샤를 합시다》 ... 묻지마 폭행범 역
- 2014년 JTBC 주말연속극 《12년만의 재회: 달래 된, 장국》 ... 박대리 역
- 2018년 SBS 주말특별기획 《착한마녀전》
- 2018년 tvN 수목드라마 《하늘에서 내리는 일억 개의 별》 ... 정상윤 역
- 2021년 tvN 월화드라마 《하이클래스》 ... 곽상건 역

## 기타 활동

### 예능
- 《셰어하우스》 (올'리브, 2014년)
- 《나인 투 식스 2》 (MBC Every 1, 2014년)
- 《도서관이 살아있다》 (KBS2, 2014년)
- 《잡학다식한 남자들의 히든카드 M16》 (XTM, 2016년)
- 《좋은 친구들》 (SBS Plus, 2019년)

## 가족 관계
- 동생 : 최성욱 (1984년 ~ )